# Englischer Friedhof Málaga

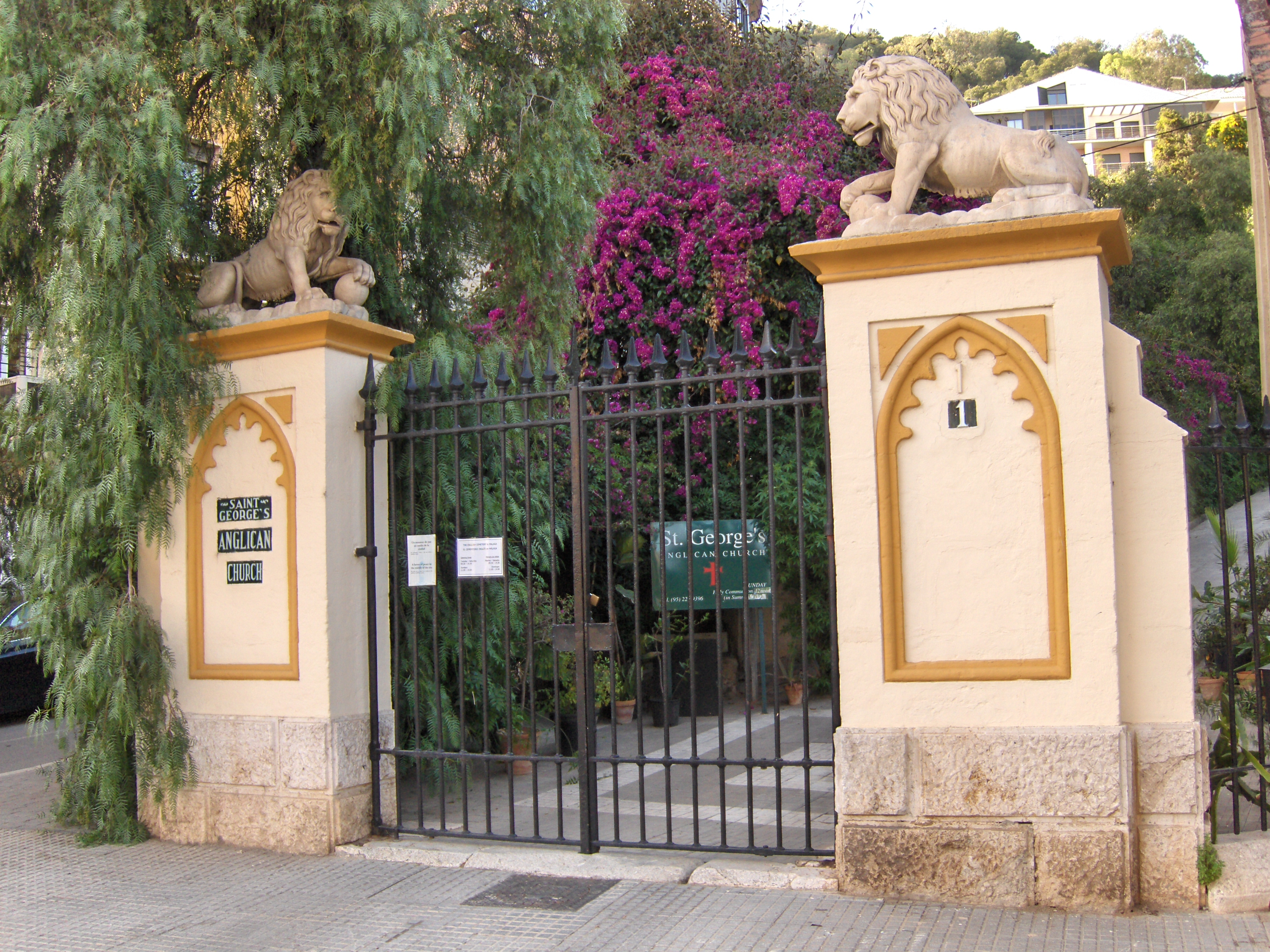
Eingang zum Englischen Friedhof (2009)

Der Englische Friedhof Málaga (spanisch Cementerio Inglés de Málaga, englisch English Cemetery in Malaga) war der erste protestantische Friedhof in Spanien.

## Geschichte
Der englische Friedhof in Málaga liegt an der Straße Richtung Almería und war der erste anglikanische Friedhof in Spanien. Bis zur Entstehung dieses Friedhofs im Jahre 1831 konnte man den Leichnam eines nicht-römisch-katholischen Christen in Spanien nur nachts am Strand oder auf See bestatten, da ihm ein Begräbnis auf einem katholisch geweihten Friedhof verweigert war. Auf Initiative des britischen Konsuls William Mark (1782–1848) wurde ein außerhalb der damaligen Stadt an der Straße nach Almería gelegenes unbebautes Grundstück gefunden, auf dem der erste anglikanisch-protestantische Friedhof der Iberischen Halbinsel angelegt wurde. Die erste Bestattung war lt. Register George Stephens, Eigentümer des Zweimasters „Cicero“. Er ertrank im Januar 1831 im Hafen von Málaga. Heute lied sein Grab außerhalb der Umfriedungsmauern des ursprünglichen Friedhofes.

## Betreiber
Das Grundstück des Englischen Friedhofes wurde 2006 der Stiftung Cementerio Inglés de Málaga übertragen, einer gemeinnützigen Organisation zur Bewahrung, Erhaltung und Verwaltung des Friedhofs als Teil des historischen Erbes der Stadt Málaga. Der Friedhof wurde im Jahr 2012 zum „geschützten Kulturgut“ der Junta de Andalucía ernannt und ist dank seines großen künstlerischen, historischen, literarischen und botanischen Wertes Mitglied der Vereinigung von bedeutenden Friedhöfen Europas (ASCE).

## Gräber bekannter Persönlichkeiten

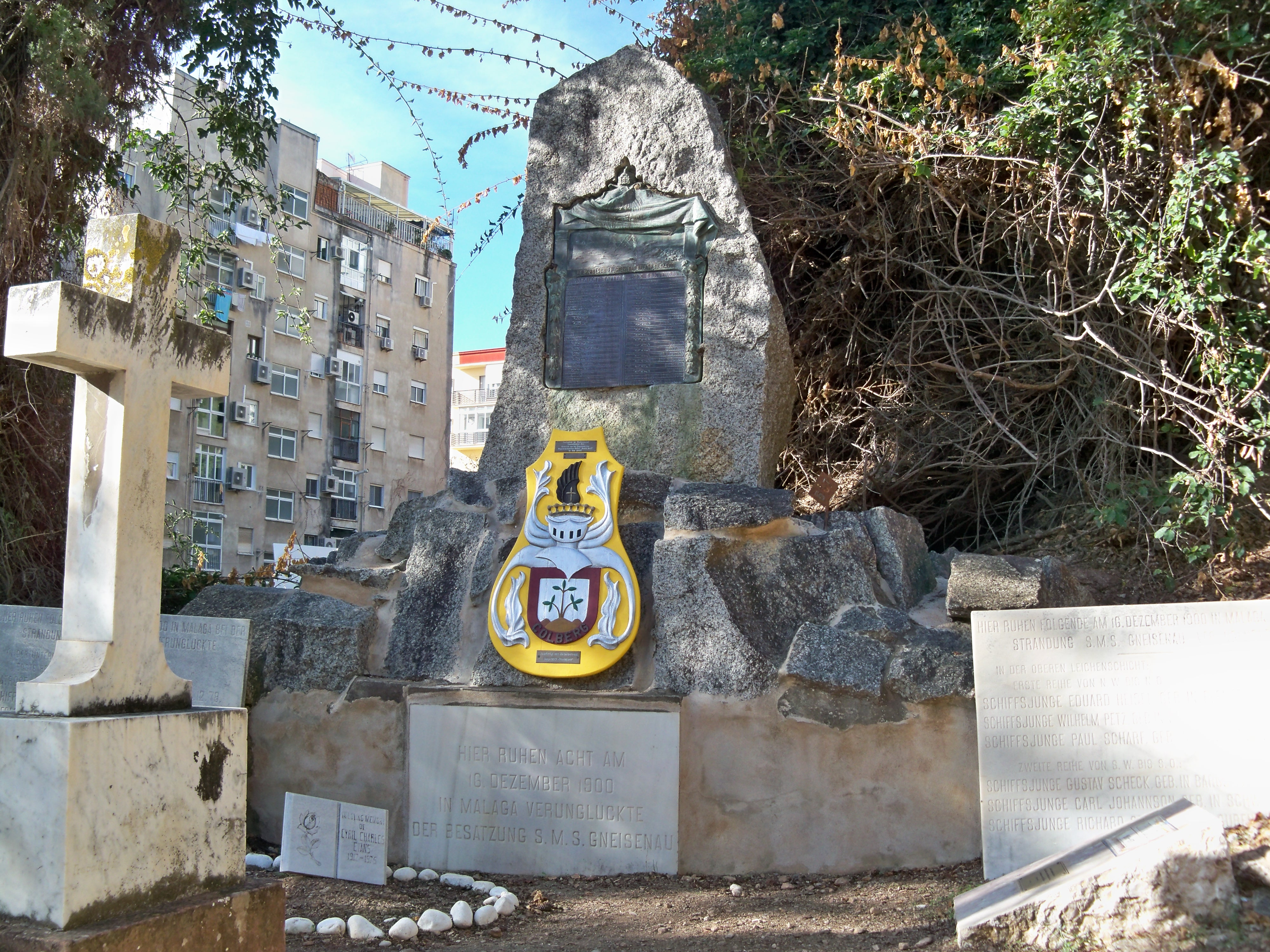
Grabmonument für die Seemänner der Gneisenau

- Robert Boyd (1805–1831), Revolutionär
- Gerald Brenan (1894–1987), britischer Schriftsteller
- Geoffrey Beyts (1908–2000), britischer Brigadegeneral
- Marjorie Grice-Hutchinson (1908–2003), englische Ökonomin
- Jorge Guillén (1893–1984), spanischer Lyriker
- Aarne Haapakoski (1904–1961), finnischer Schriftsteller
- Rowland Langmaid (1897–1956), britischer Künstler
- Gamel Woolsey (1895–1968), US-amerikanischer Schriftsteller

Auf dem Friedhof wurden auch der Kapitän und 40 weitere Opfer der Strandung der SMS Gneisenau bestattet.